# Monte Gilruth
Il Monte Gilruth (in lingua inglese: Mount Gilruth) è una montagna antartica prevalentemente coperta di ghiaccio, alta 3.160 m, situata 8 km a est-nordest del Monte Adam, che fa parte dei Monti dell'Ammiragliato, in Antartide.
Il monte è stato mappato dall'United States Geological Survey (USGS) sulla base di rilevazioni e foto aeree scattate dalla U.S. Navy nel periodo 1960-63.
La denominazione è stata assegnata dall'Advisory Committee on Antarctic Names (US-ACAN) in onore di Robert R. Gilruth, ingegnere aerospaziale della National Aeronautics and Space Administration (NASA), che aveva fatto visita alla Stazione McMurdo nel 1966-67.